# Espira-de-Conflent
Espira-de-Conflent é uma comuna francesa na região administrativa de Occitânia, no departamento de Pirenéus Orientais. Estende-se por uma área de 6,03 km². Em 2010 a comuna tinha 172 habitantes (densidade: 28,5 hab./km²).

## Geografia

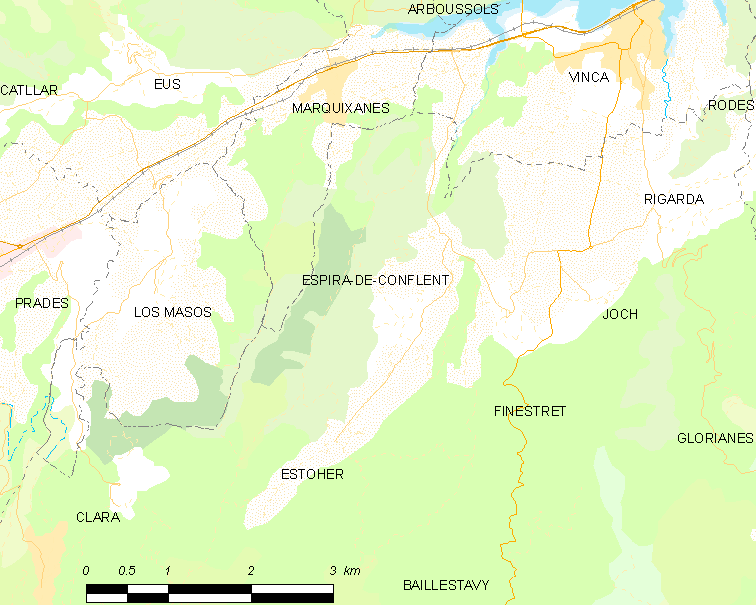
Mapa de Espira-de-Conflent